# Sing Slowly Sisters
Sing Slowly Sisters va ser concebut com a segon àlbum en solitari de Robin Gibb l'any 1970, però les cançons que havia d'incloure no es van publicar fins al 2015, a títol pòstum, i incloses al disc Saved by the Bell: The Collected Works of Robin Gibb 1968–1970.
L'àlbum va ser produït pel mateix Robin i per Vic Lewis. L'àlbum Sing Slowly Sisters hauria presentat aquesta llista de cançons:
1. Life
2. I've Been Hurt
3. Irons in the Fire
4. Cold Be My Days
5. Avalanche
6. Make Believe
7. All's Well That Ends Well
8. Very Special Day
9. Sky West and Crooked
10. Sing Slowly Sisters
11. C'est la vie, au revoir